# اچ‌ام‌اس هانیبال (۱۸۹۶)
اچ‌ام‌اس هانیبال (۱۸۹۶) (به انگلیسی: HMS Hannibal (1896)) یک کشتی بود که طول آن ۳۹۰ فوت (۱۲۰ متر) بود. این کشتی در سال ۱۸۹۶ ساخته شد.